# Cumbre FM
Cumbre FM (anteriormente Radio Colina) es una radioemisora chilena ubicada en la localidad de Colina que empezó a transmitir en 1998, formando parte de un pequeño grupo comunicacional de esa zona al que también pertenece CTV Canal 6; además de Colina, también llega a Esmeralda, Batuco, Lampa, Chicureo, Liray, Lo Pinto y Polpaico, entre otras localidades de la Provincia de Chacabuco.